# Госпитальная улица (Санкт-Петербург)
Госпита́льная у́лица — улица в Центральном районе Санкт-Петербурга. Проходит от Суворовского проспекта до Греческого проспекта и Парадной улицы.
Участок от Фуражного переулка до Греческого проспекта и Парадной улицы перекрыт с 1962 года.

## История

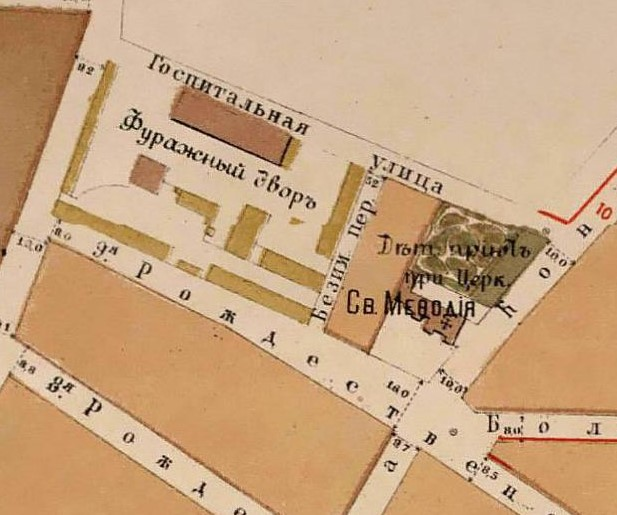
Фуражный двор и окружающие улицы на плане 1880 года

- Первоначально — Госпитальный переулок, шёл от улицы Восстания (включая современный Виленский переулок), название на современном участке известно с 1825 года, на участке современного Виленского переулка — с 1798 года. Название дано по Госпитальной улице.
- До 1828 года — Преображенская Гошпитальная улица;
- До 1846 года — Преображенская Госпитальная улица. Названия даны по казармам лейб-гвардии Преображенского полка (Виленский переулок, дома 10—15).
- 1829—1844 год — Преображенский Госпитальный переулок;
- 1836—1844 год — 1-й Преображенский Госпитальный переулок. Название дано для отличия от другого Госпитального переулка.
- 1837 год — Гошпитальный переулок;
- 1846 год — 1-й Госпитальный переулок;
- 1872 год — современное название.
- 7 марта 1858 года — выделен Виленский переулок.
- В 1857—1875 годах включалась в состав Парадной улицы.

С 7 октября 2015 года было введено одностороннее движение по Госпитальной улице от Фуражного переулка до Суворовского проспекта.

## Здания
Дом № 3 — АО "Концерн «Гранит-Электрон»